# Мельников, Владимир Павлович
Владимир Павлович Мельников (род. 5 июля 1940, Москва) — советский и российский учёный-геокриолог, Доктор геолого-минералогических наук (1980). Академик РАН (2000).
Научный руководитель Международного института криологии и криософии Федеральное государственное автономное образовательное учреждение высшего образования Тюменский государственный университет (ТмГУ). Заведующий кафедрой криологии Земли Федеральное государственное бюджетное образовательное учреждение высшего образования Тюменский индустриальный университет (ТИУ). Президент Автономная некоммерческая организация «Губернская академия».

## Биография
Родился 5 июля 1940 года в Москве.
В 1962 году окончил Московский геологоразведочный институт (МГРИ).
Работал в Московском геологоразведочном институте,
Работал в Институте мерзлотоведения
Работал в Институте геологии и геофизики СО АН СССР.
Выдвигался в народные депутаты от АН СССР.
Возглавляет кафедру «Криологии Земли» в Тюменском государственном нефтегазовом университете
В 1985—1991 годах — Директор Института проблем освоения Севера
В 2006—2010 годах — Член Общественной палаты РФ
В 1991—2014 годах — Директор Федерального Государственного бюджетного учреждения науки Института криосферы Земли Сибирского отделения РАН
1991—2017 Председатель Федеральное государственное бюджетное учреждение науки Тюменский научный центр Сибирского отделения Российской академии наук и руководитель научного направления Института Криосферы Земли ТюмНЦ СО РАН

## Научная работа и взгляды
Основное направление научной деятельности — криология и исследования по новой парадигме криологии: криософия (система представлений о холодном мире), криоразнообразие и криогенные ресурсы (криогенные явления, процессы и образования, как важнейший фактор эволюции живого и косного вещества) и криотрассология (раздел криологии, изучающий историю Земли по следам, оставленным холодом); исследование природных и природно-антропогенных систем, системообразующими факторами которых являются криогенные условия, процессы и образования. Особую актуальность приобрели работы по динамике арктических и субарктических территорий в результате взаимодействия геосфер и широкого спектра воздействий техногенного характера.
Развиваемый В. П. Мельниковым ресурсный подход в криологии Земли и инициированные им работы по газогидратам существенно расширили современные представления об объекте исследования и получили международное признание. Особой страницей в междисциплинарных исследованиях стали криогенные регистраторы событий при археологических раскопках древних курганов Горного Алтая и Монголии.
Под руководством В. П. Мельникова проводятся исследования воздействия бактерий из древних мерзлых пород на современные биосистемы. Исследования показали позитивную роль холода и палеомикробиоты.
В. П. Мельниковым сформулированы основные принципы междисциплинарной системы представлений о холодном мире криософии: принцип криоразнообразия и криогенных ресурсов (явления, процессы и образования, как важнейший фактор эволюции живого и костного вещества), принцип актуальности криосферы Земли.
Отрицает глобальное потепление.
Автор и соавтор более 300 научных работ.

## Семья
Сын академика Павла Ивановича Мельникова
Супруга - Мельникова Алёна Александровна 
Дети - Мельников Владимир Владимирович(2011г), Мельникова Мария Владимировна(2007г), Мельникова Татьяна Владимировна(2005г), Мельникова Анна Владимировна(1995г), Мельников Павел Владимирович(1961г)

## Членство в организациях
- Член КПСС.
- 2000 — академик Российской академии наук, (член-корреспондент АН СССР с 23 декабря 1987).
- 2000 — член-корреспондент Королевской Академии наук Бельгии
- 2010 — почётный Профессор геологического факультета МГУ.

## Награды и премии
- 1986 — Орден «Знак Почёта»
- 1997 — Орден Почёта[17]
- 2004 — Премия Правительства Российской Федерации в области науки и техники[18][19]
- 2011 — Орден «За заслуги перед Отечеством» IV степени
- 2024 — Почётная грамота Президента Российской Федерации (5 февраля 2024 года) — за заслуги в развитии отечественной науки, многолетнюю плодотворную деятельность и в связи с 300-летием со дня основания Российской академии наук[20]

Почётный работник топливно-энергетического комплекса, Почетный работник науки и образования Тюменской области
Знак отличия Республики Саха «Гражданская доблесть»